# Габріель, герцог Даларнський
Принц Габріель Шведський, герцог Даларнський (Габріель Карл Вальтер; швед. Gabriel Carl Walther; нар. 31 серпня 2017) — друга дитина  принца Карла Філіпа та принцеси Софії, герцогині Вермландської.
Принц Габріель — шостий онук короля Швеції Карла XVI Густава та королеви Швеції Сільвії. У принца є старший брат Александр, герцог Седерманландський.

## Біографія
23 березня 2017 року стало відомо, що принц Карл Філіп та принцеса Софія чекають на другу дитину. Також було повідомлено, що вона з'явиться на світ у вересні 2017 року. 31 серпня 2017 року у Карла Філіпа та Софії народився син, Габріель Карл Вальтер, герцог Даларнський.
 Дитина з'явилась на світ об 11:24 за місцевим часом в лікарні Дандерюд.
 Повне ім'я Габріель Карл Вальтер та основний титул герцог Даларнський озвучив його дід Карл XVI Густав 4 вересня 2017 року. 
 В честь народження принца відбувся молебень подяки "Te Deum" 4 вересня 2017 року. 
 Його Королівська Високість принц Габріель займав шосту позицію в успадкуванні шведського престолу. 

З 7 жовтня 2019 року згідно комюніке про зміни в шведському королівському домі принц Габріель втратив звання Його Королівська Високість; титули принца та герцога Даларнського, які йому надав король за ним зберігаються. Надалі він не буде виконувати королівські обов'язки. 